# Pteropus voeltzkowi
Pteropus voeltzkowi, también llamado zorro volador de Pemba, es un murciélago frugívoro de gran tamaño perteneciente a la familia Pteropodidae, género Pteropus. Es una especie endémica de la isla de Pemba, situada a 50 km de la costa de Tanzania. Su área de distribución natural son bosques tropicales o subtropicales. Se encuentra amenazado por pérdida de su hábitat y caza humana para consumir su carne. Tiene una envergadura de 1,6 metros, siendo una de las especies de murciélago de mayor tamaño.